# Samuel Marzorati
Samuel Marzorati (ur. 10 września 1670 w Biumo Inferiore, zm. 3 marca 1716 w Gonderze) – włoski Błogosławiony Kościoła katolickiego.

## Życiorys
Urodził się 10 września 1670 roku. Mając 22 lata wstąpił do zakonu Braci Mniejszych. Potem został wysłany na misje do Etiopii, gdzie poniósł śmierć męczeńską 3 marca 1716 roku wraz z dwoma towarzyszami (Liberatem Weissem i Michałem Fasoli). Wszyscy zostali beatyfikowani przez papieża Jana Pawła II w dniu 20 listopada 1988 roku. Jego wspomnienie obchodzone jest 3 marca.